# Forteresse d'Héraklion
La forteresse de Koules (en grec moderne : Κούλες) est une construction vénitienne gardant l'entrée du port d'Héraklion, en Crète. Aujourd'hui, haut lieu touristique de la ville, dominant le vieux port, elle est un symbole de la présence vénitienne puis ottomane sur l'île.
L'aspect actuel de la forteresse serait celui des rénovations mises en œuvre par Michele Sanmicheli (1484-1559), architecte au service de la république de Venise qui fut chargé de rebâtir les fortifications, dont la forteresse ici présentée, de la cité portuaire selon un nouveau style d'architecture militaire, la Trace italienne.

## Nom du lieu

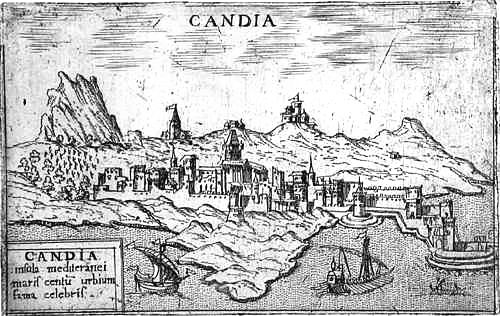
Représentation de Candie, capitale de la Crète, par Francesco Valegio (1595), où l'on aperçoit, de manière figurée, le fort vénitien, sur la droite, représenté par une tour (peut-être l'auteur ne s'est-il jamais rendu en Crète et s'est fondé sur des écrits antérieurs à la construction de la forteresse de Koules, du temps où il n'y avait qu'une tour).

Son nom, Koules, lui vient du même mot turc signifiant « forteresse », mais serait aussi un dérivé du nom composé Su Kulesi, en turc, « forteresse des mers ». Ce château impressionnant, constitué de deux corps de fortification massifs, est situé en bout de jetée afin de surveiller les côtes. Son autre nom est celui qui lui fut donné par les Vénitiens, la Rocca al mare, Castello del Molo ou encore castello al mare. Aujourd'hui, c'est donc son dernier nom, Koules, qui est resté dans les mémoires et par lequel on dénomme l'édifice.

## Histoire
Héraklion a été particulièrement marquée par les conflits qui frappèrent la mer Méditerranée dans son ensemble, et plus particulièrement, son bassin oriental au cours du Moyen Âge et de l'époque moderne. Successivement aux mains des Byzantins, des Arabes, à nouveau des Byzantins, des Vénitiens, et des Ottomans, la forteresse de Koules est la représentation même de ces différentes influences sur l'île de Crète.

### Une position déjà importante
Selon les archéologues, le Koules a été bâti sur un ancien emplacement fortifié, peut-être arabe, entre le IXe et le Xe siècle. Les Arabes l'auraient donc construit  après 825, date de leur conquête de la Crète. En effet, Al-Hakam Ier, émir de Cordoue, était en guerre contre les chrétiens d'Espagne. Subissant des défaites, des seigneurs qui lui étaient soumis se soulevèrent mais la prise de Barcelone en 803, lui donna l'occasion de chasser de nombreux rebelles de l'émirat. Ceux-ci, après plusieurs années d'exil, firent de la Crète un lieu de piraterie et de pillage avant de s'y installer pour lancer leurs assauts sur les côtes égéennes. Ils fondèrent alors la cité de El Khandak (l'actuelle Héraklion) et la fortifièrent légèrement, creusant un fossé le long de la ville, lui donnant son nom, et érigeant deux tours de défenses à l'entrée de la cité portuaire.
Les Byzantins, qui avaient longtemps contrôlé l'île, la reprirent vers 961-962, sous le commandement de Nicéphore Phocas. Ils bâtirent un Castellum Comunis, sur l'emplacement actuel de la forteresse. Il s'agissait d'une tour en pierre dont il ne reste plus rien aujourd'hui si ce ne sont des témoignages perpétués et recueillis par les auteurs italiens du XIVe siècle.

### L'intérêt des Vénitiens

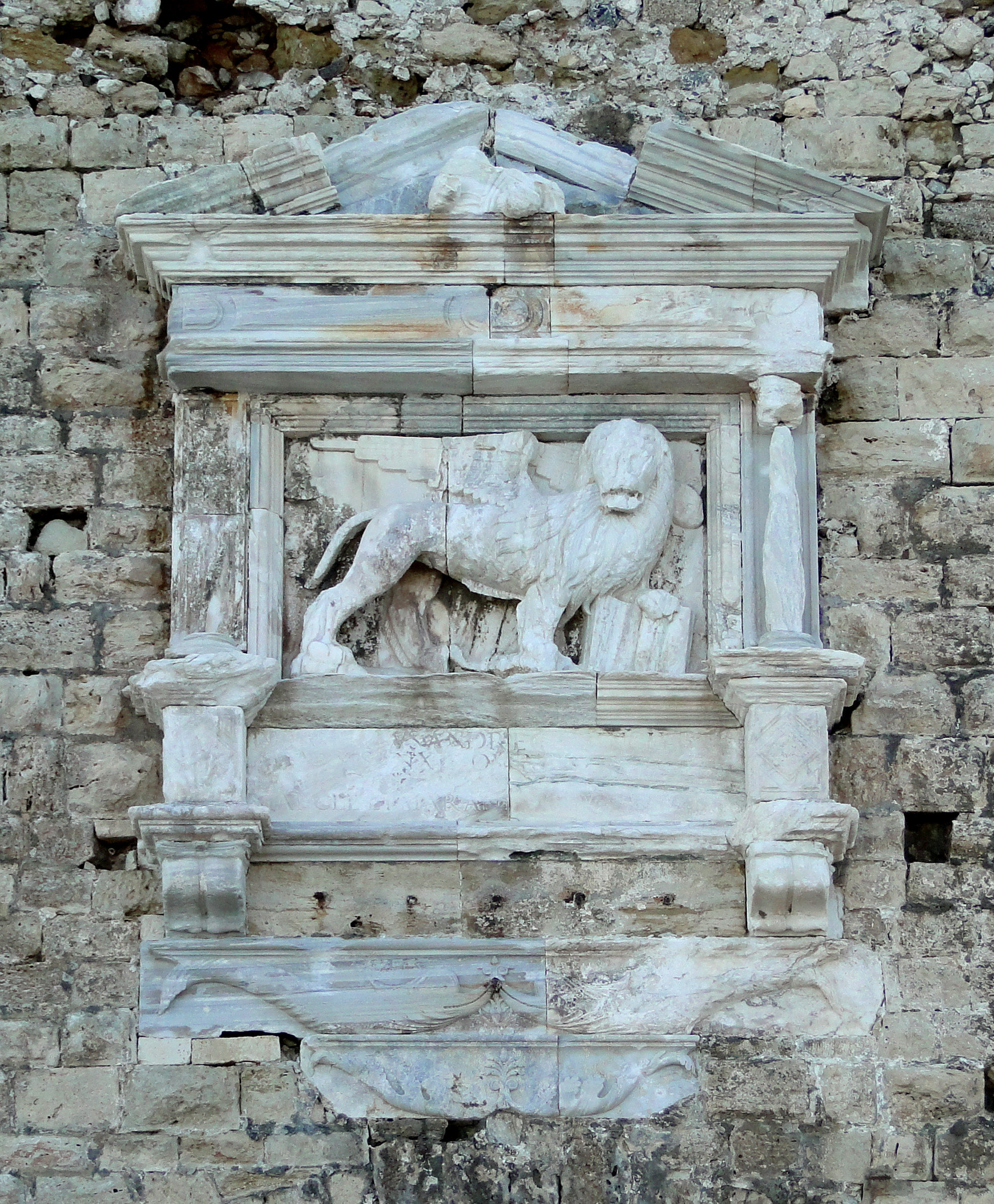
Le lion de Saint-Marc (symbole de la république de Venise).

Avant, pendant, et après les croisades, la république de Venise, à l'instar des Génois, s'occupa à étendre son emprise commerciale, quitte à conquérir des territoires pour s'en faire des comptoirs. La Crète tomba ainsi dans le giron vénitien. Lors de la quatrième croisade, une lutte éclata entre les villes italiennes de Gênes, Pise et la république de Venise. Finalement, Venise en sortit vainqueur. La tour byzantine, encore en place, fut certainement aménagée aux besoins des soldats de Venise au début du XIIIe siècle. On ne sait pas précisément quand les Vénitiens lui destinèrent un rôle mais la plus vieille documentation à son sujet est une description de la tour dans les travaux du moine florentin Cristoforo Buondelmonti, datant de 1417.
Très rapidement, des forteresses furent construites, dans de nombreuses possessions vénitiennes contre de possibles attaques des musulmans ou de Byzantins. Chronologiquement, la première fortification vénitienne portuaire à Héraklion fut construite après 1208-1209, dates auxquelles correspond la conquête définitive de la Crète par Venise.

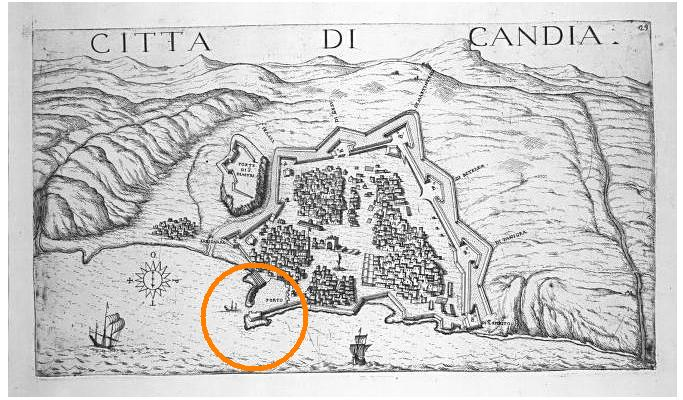
Présence de la forteresse de Koules sur un plan de la ville de Candie (Héraklion) de Marco Boschini, in Il regno tvtto di Candia. Delineato a parte, Venezia 1651

La forteresse de Koules n'était donc, dans un premier temps, qu'une tour rénovée pour servir au stockage de nourriture et de baraquements aux troupes installées à Héraklion. Mais un tremblement de terre la détruisit en 1303. Elle fut alors reconstruite par des architectes génois. Ce n'est qu'en 1462, que le sénat de la république de Venise s'attacha à bâtir une forteresse digne de ce nom à l'entrée du port d'Héraklion. Un autre tremblement de terre, en 1500 mit à terre l'édifice la forteresse. Finalement, la république de Venise fit appel à Michele Sanmicheli, issu des meilleurs architectes italiens du début du XVIe siècle. Le doge lui confia de fortifier comme il se devait la plupart des comptoirs vénitiens. Sanmicheli, même si nous ne sommes pas sûr de son travail sur la forteresse de Koules, en a surement conçu les plans puisque les murailles de la ville et l'érection de la forteresse, entre 1523 et 1540, correspondent à son travail en Crète, et en particulier à Candie (nom donné dès 1220 à Héraklion). C'est donc en dix sept années que furent dressées les impressionnantes défenses de Candie, alors surnommée par les Vénitiens, Megalo Castro , «la grande forteresse», et dont la partie principale était la forteresse Rocca al mare, devait avoir la forme que nous lui connaissons aujourd'hui.

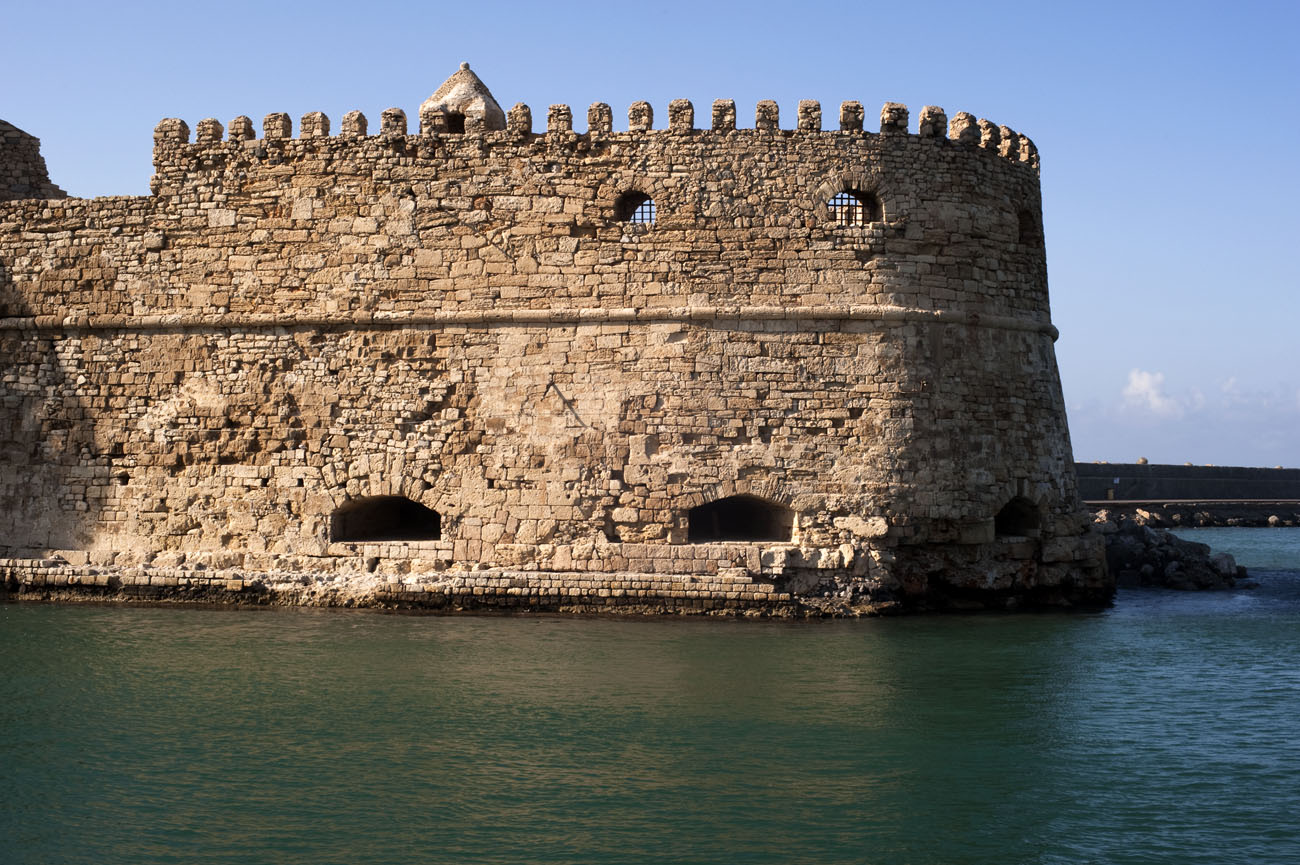
Face sud-est

### D'une structure au service des Ottomans à la réorganisation urbaine de 1936
Entretemps, la géopolitique avait changé en mer Égée. Les Byzantins s'étaient effacés, Rhodes était tombée et un empire était né, celui des Ottomans. La forteresse de Koules allait alors jouer son rôle principal durant le siège de Candie, qui allait durer vingt et un ans, de 1648 à 1669. Les Ottomans avaient déjà pris le reste de la Crète avant 1650. Pourtant, les lignes de fortifications (qui défendirent la ville portuaire d'attaques terrestres) et la forteresse (qui bloqua les assauts maritimes) allaient résister aux Turcs, prouvant l'efficacité des inventions de Michele Sanmicheli. Toute l'Europe chrétienne se précipite en Crète pour éviter une nouvelle conquête ottomane mais le siège est trop long. Le 16 septembre 1669, les assiégés acceptent les conditions turques. Malgré cette reddition, la ville ne s'est pas rendue et les fortifications jouèrent largement le rôle prévu par les doges.
Les Ottomans s'installèrent donc à Candie (Héraklion). Ceux-ci transforment la forteresse en prison et renforcent les murailles de Sanmicheli. Elle prit alors son nom actuel, Koules. Il est dit que la plupart des héros locaux, révoltés contre les Ottomans, furent emprisonnés là et y seraient morts[réf. nécessaire]. Pour s'assurer d'une meilleure défense, les Ottomans construisirent une autre structure , sur la berge opposée au Koules. Ce « Petit Koules » ne nous est malheureusement pas parvenu. En 1936, l'agrandissement de la ville, durant les premiers mois de la dictature de la junte de Ioánnis Metaxás, se fit par la démolition de cette petite fortification ainsi que d'une partie des murs d'enceinte construits par les vénitiens.

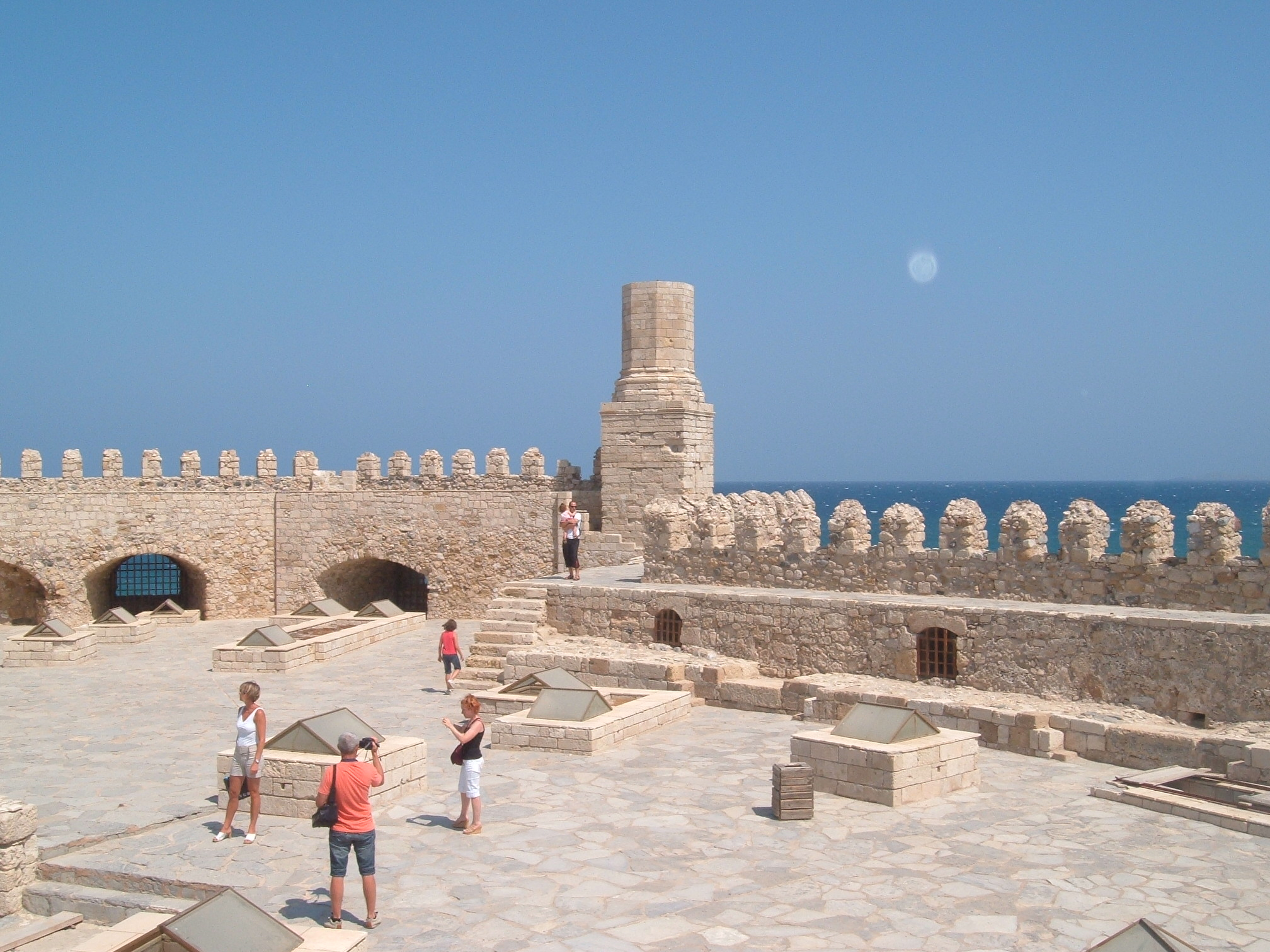
La forteresse, sur ses hauteurs. Le minaret en restauration est visible.

## Architecture

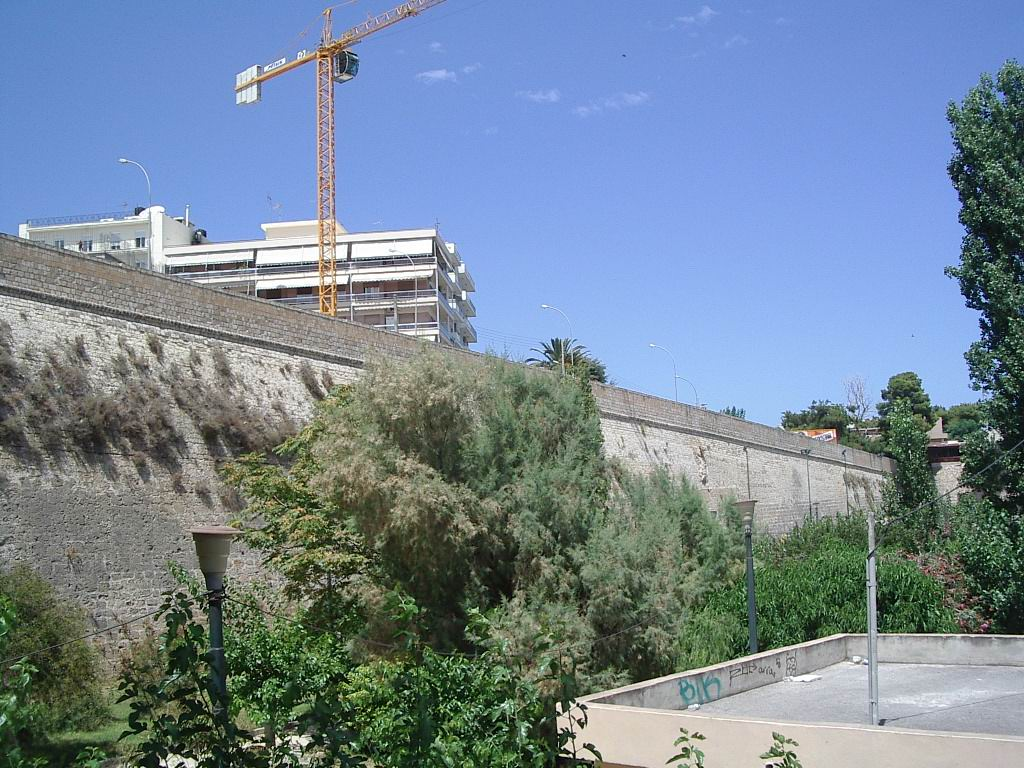
Une partie encore intacte de la muraille qui protégeait Héraklion et dont la forteresse faisait partie intégrante

### Une forteresse et des fortifications qui s'inscrivent dans la Trace italienne
L'architecture de la tour originale construite par les byzantins nous est inconnue. Des ruines de certaines fortifications byzantines à Istanbul ou dans l'ensemble des pays ayant fait partie de l'Empire byzantin peuvent nous éclairer. Ainsi, leurs tours de garde côtières étaient carrées, et hautes d'environ 15 mètres. La tour fut certainement réaménagée par les Vénitiens. La description qu'en rapporte Cristofo Buondelmonti, en 1429, prouverait une restauration, puisque la comparant à des tours existantes dans d'autres comptoirs vénitiens.
L'architecture de la forteresse, construite entre 1523 et 1540, est typique de l'architecture militaire vénitienne. On peut supposer qu'il s'agisse de l'œuvre de Michele Sanmicheli, grand innovateur en matière d'architecture militaire, issu du mouvement dit de la trace italienne et qui fut longtemps au service de Venise. Le château est massif, à créneaux arrondis. Le tout est en pierre de Crète, en grès, issue des carrières de l'arrière-pays.
La forteresse était décorée de plusieurs lions de Saint-Marc, emblème de la république de Venise, en marbre, dont les seuls qui nous sont restés, dont un en place (sur la face nord de la forteresse), sont en rénovation. Aujourd'hui, sur ce dernier lion de la face nord, on peut apercevoir que son visage a été effacé. Il est fort probable qu'il s'agit là d'une dégradation des Ottomans, après la prise de Candie en 1669 .

### Description du fort et de ses composantes

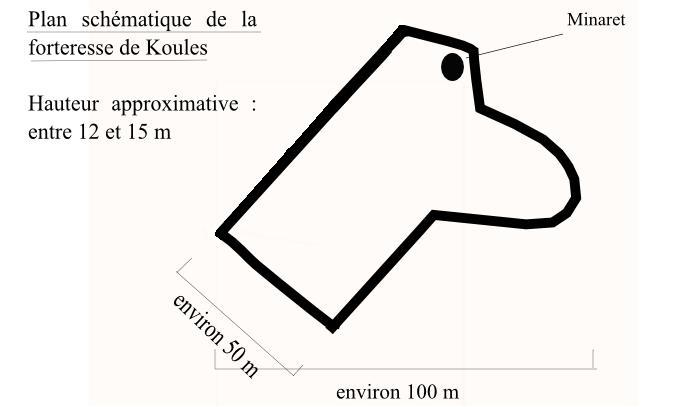
Plan schématique (vue aérienne) de la forteresse. Les données mètrées sont approximatives.

Le fort est aujourd'hui en cours de restauration. Depuis 1989, le gouvernement grec a reconnu l'importance historique et touristique de ce lieu, demandant au Ministère de la Culture, au département archéologique de celui-ci et à la municipalité d'Héraklion de restaurer les constructions (forteresse de Koules, murailles) en place et de rebâtir si possible des portions de l'ancienne cité qui n'existerait plus aujourd'hui.
Le Koules fut divisé en 26 pièces : de la pièce principale (le hall), en passant par les magasins de munitions, de nourritures, ou simplement les baraquements de soldats. La route qui mène aujourd'hui au Koules était autrefois une muraille, qui se prolongeait tout autour de la ville. Aujourd'hui, il ne reste que quelques parties de celles-ci. Pour la défense de la forteresse, de nombreuses meurtrières ont été prévues pour l'usage de canons.
Un minaret fut construit par les Ottomans, au sommet de la forteresse. Pourtant, il ne reste presque rien de ce changement architectural. Il fut détruit pendant des révoltes crétoises au XIXe siècle. Il a été en partie restauré.

### Une forteresse inscrite dans l'ère d'une nouvelle arme: la poudre noire

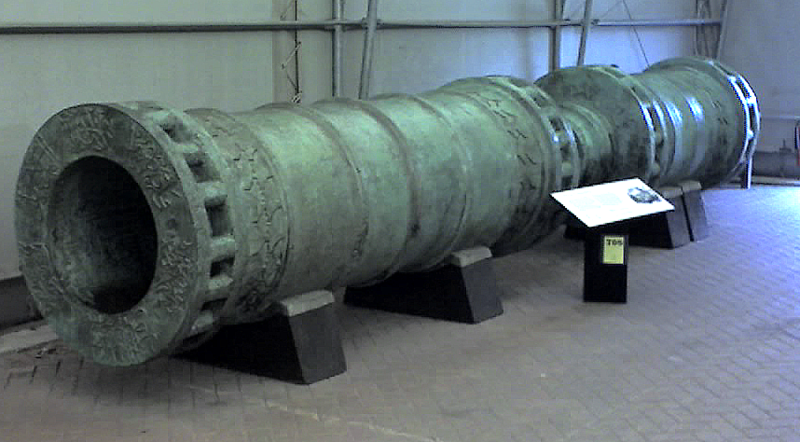
Grandes bombardes turques, qui firent tomber Constantinople (1453). Des canons à peine plus petits que cela furent déployés lors du siège de Candie de 1669.

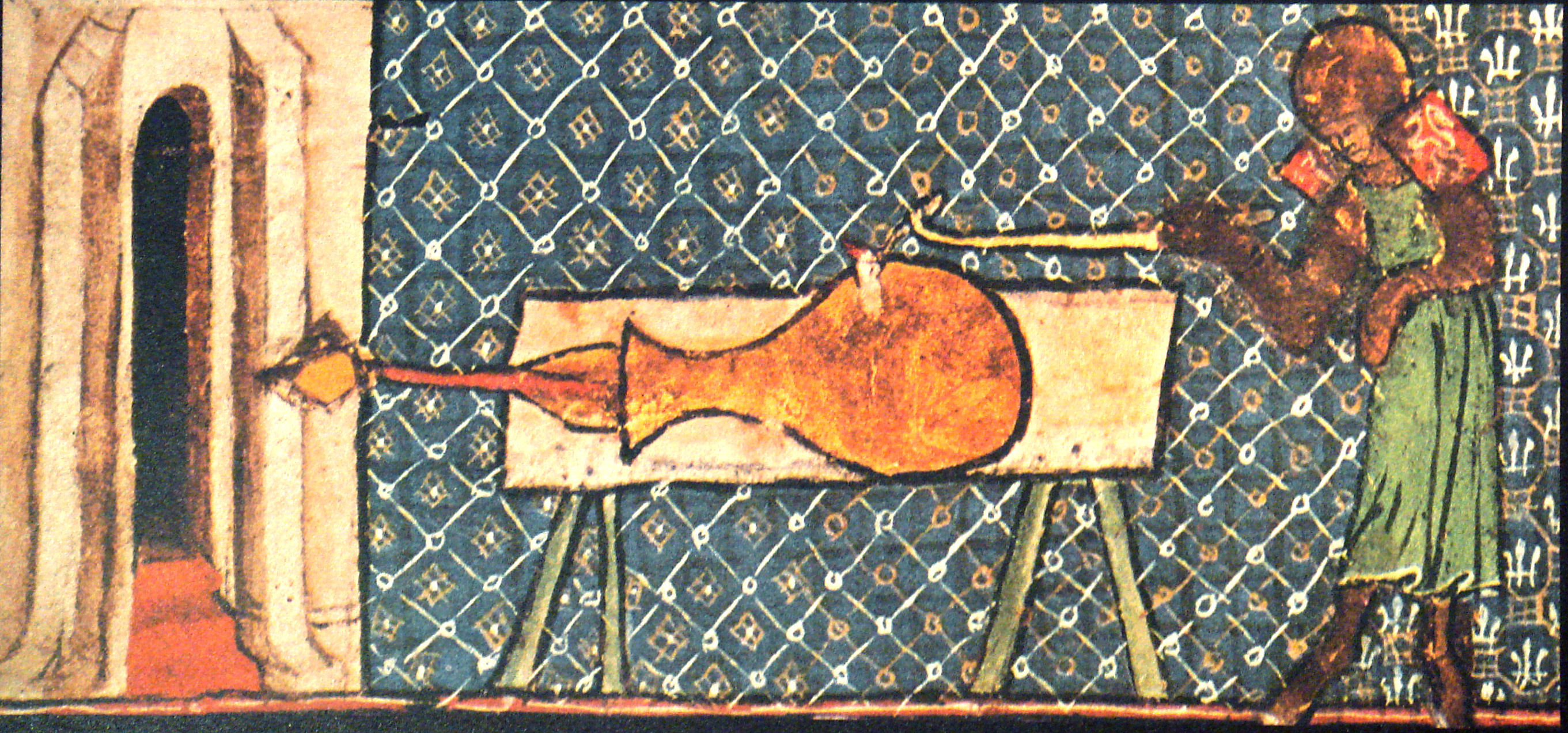
Ici, la plus ancienne représentation d'un canon en Europe, De Nobilitatibus Sapientii Et Prudentiis Regum Walter de Milemete, 1326.

La forteresse de Koules s'inscrit, lors de sa construction par les Vénitiens, dans l'ère d'une nouvelle arme arrivée d'Orient, la poudre à canon. Inventée en Chine, c'est au cours du XIIIe siècle que la poudre arriva en Europe par l'intermédiaire de la civilisation islamique.
La tour byzantine devint inadéquate avec ces nouvelles armes. Partout en Europe, en particulier, et plus précocement aux frontières avec les Arabes et les Turcs ottomans, les souverains entament de profondes restructurations des modèles défensifs qui firent leur gloire durant les trois siècles précédents. Face à cela, le Sénat de Venise, en 1462 vota en la faveur d'une modification totale des défenses d'Héraklion. Michele Sanmicheli, qui est supposé concepteur de ce fort, fut un innovateur dans l'architecture militaire, en prenant en compte les risques liés à la poudre. On allait bâtir, partout en Europe, des bastions. La forteresse aujourd'hui est le résultat de ce changement : des murs épais, des meurtrières bien plus grandes pour y installer des canons.
Les fortifications de Sanmicheli résistèrent au plus long siège de l'histoire, le siège de Candie, en 1669, ne rompant même pas face aux plus gros canons de ce temps, les bombardes géantes ottomanes (qui avaient fait tomber Constantinople).

## La forteresse aujourd'hui
Comme écrit plus haut, la forteresse jouit d'une rénovation totale et sert d'attraction touristique à la ville. Des canons et des boulets, ayant été retrouvés dans le bassin du port d'Héraklion y sont exposés. La forteresse sert parfois de lieu d'exposition comme galerie.
Le Koules a ainsi accueilli une exposition d'œuvres de Domínikos Theotokópoulos dit El Greco.
Durant le festival d'été d'Héraklion, il est possible d'assister, parfois gratuitement, à des représentations théâtrales ou des spectacles, dans le grand hall du Koules .
La forteresse peut être visitée tous les jours de la semaine et à toutes périodes : de 9 h 15 à 15 h (19 h en été) sauf le lundi, de 9 h à 12 h. Comptez 4 € pour visiter les lieux.

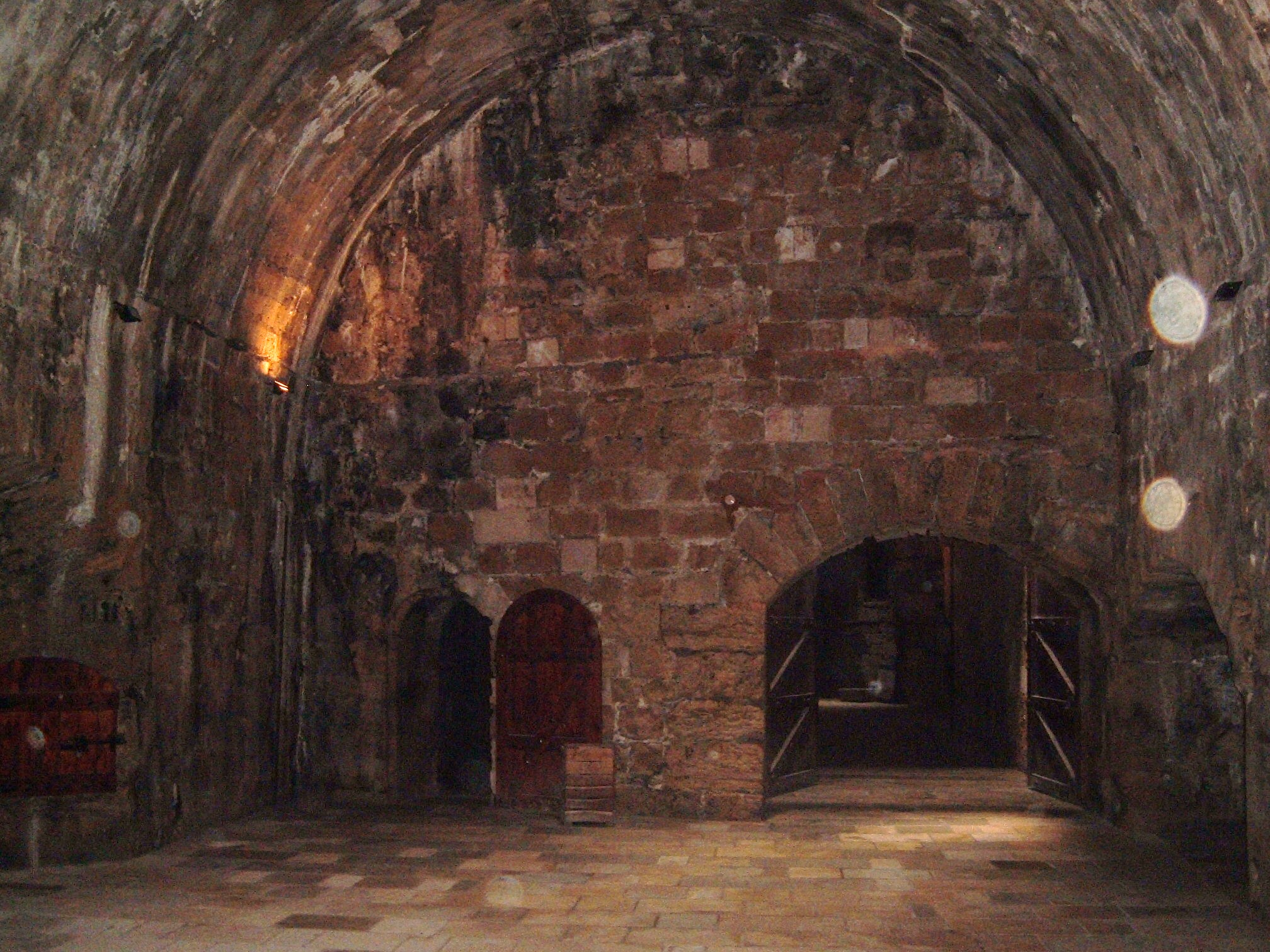
Hall principal de la Forteresse
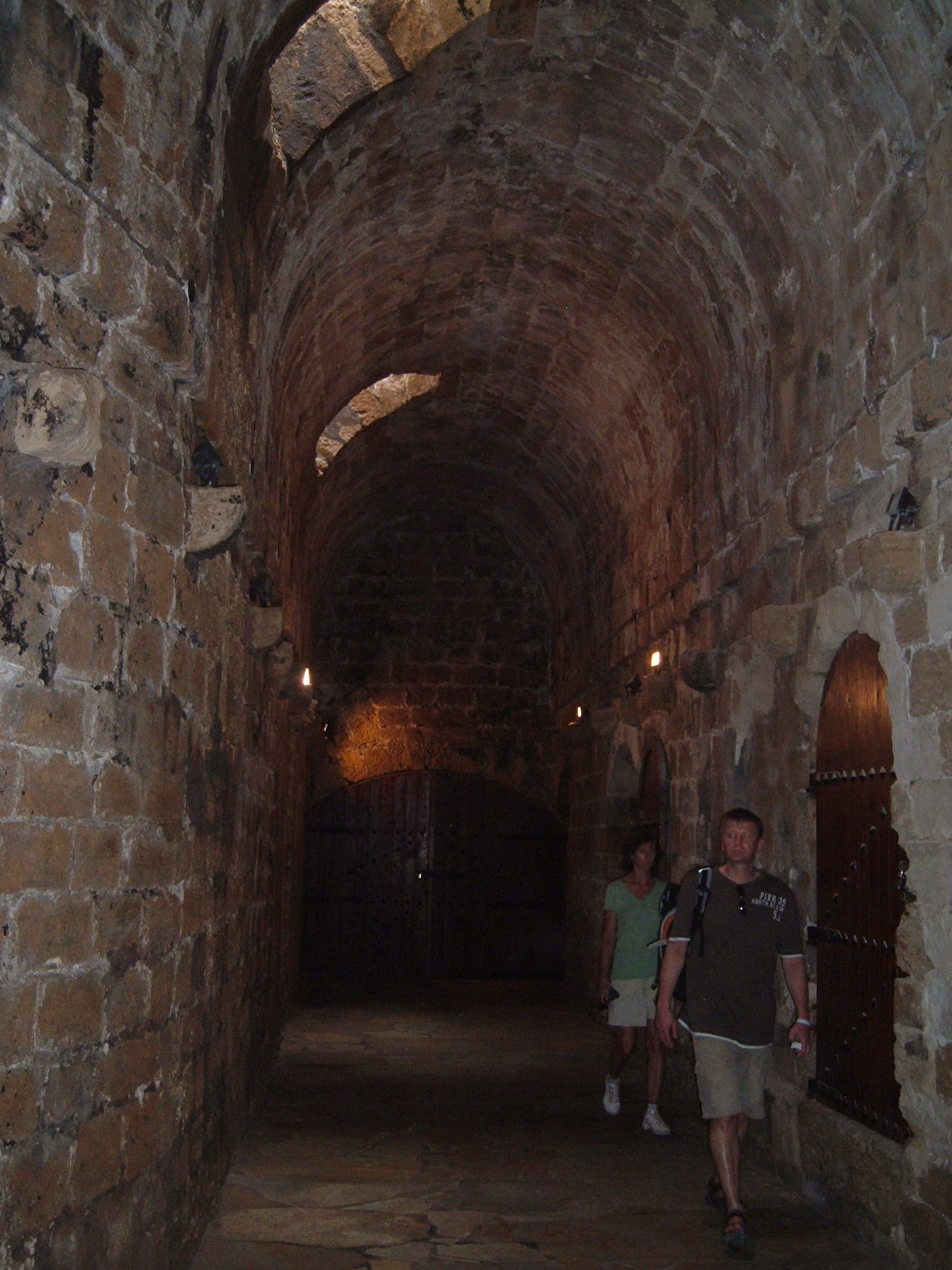
Corridor, au fond du grand hall
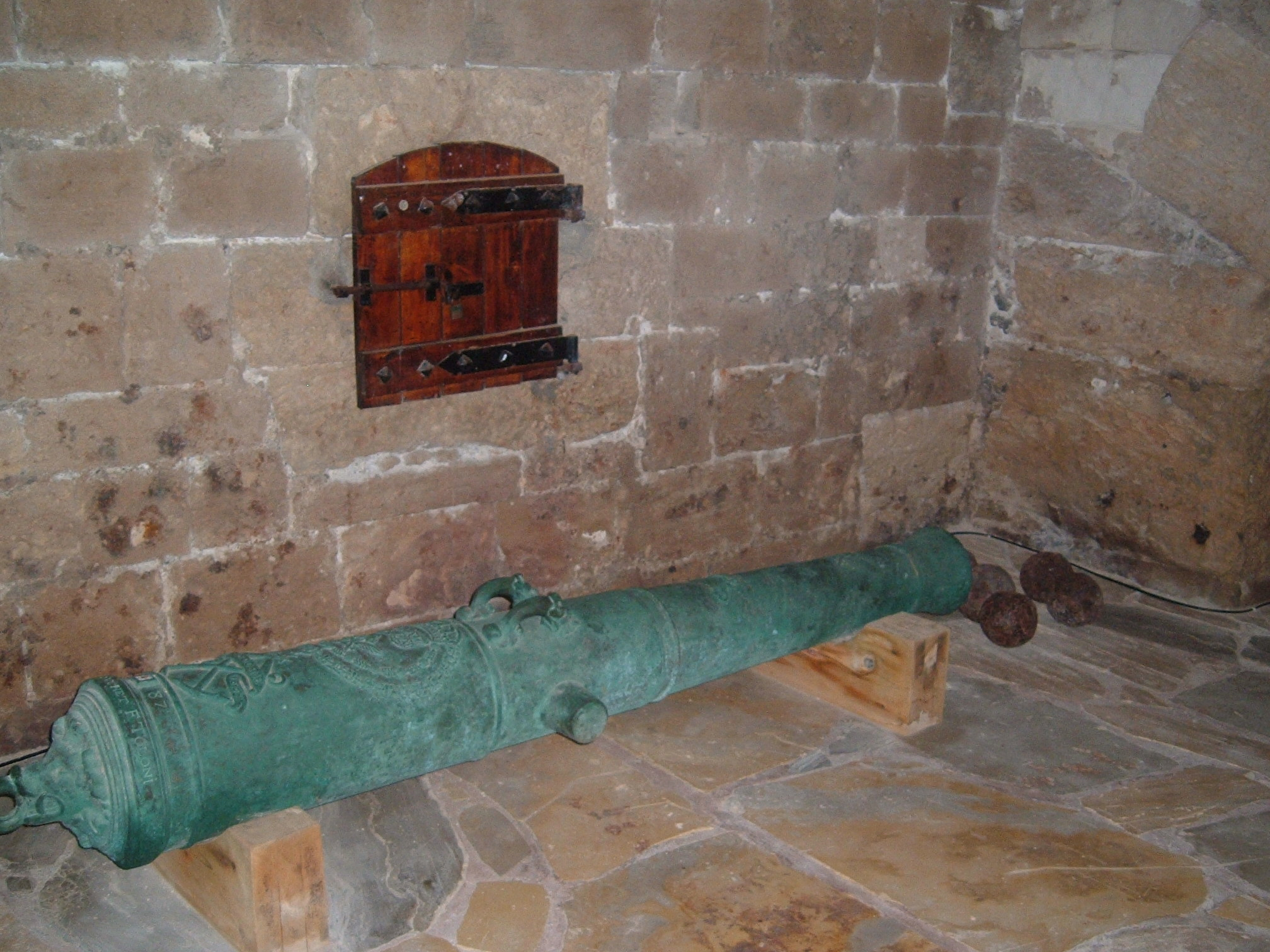
Canon vénitien
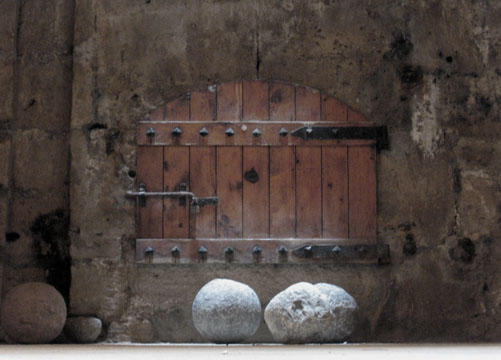
Boulets de canon devant une meurtrière
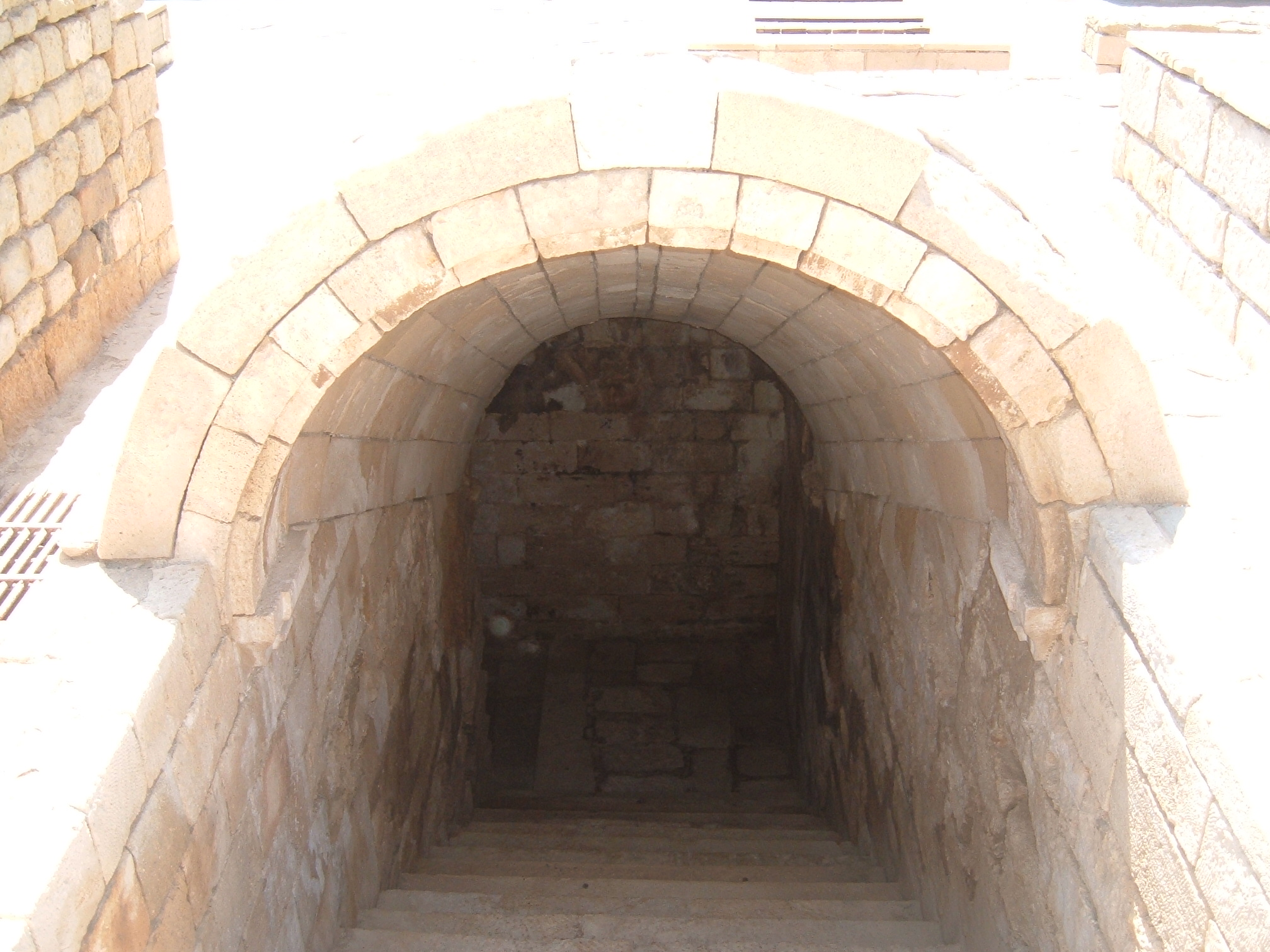
Entrée par le toit de la forteresse
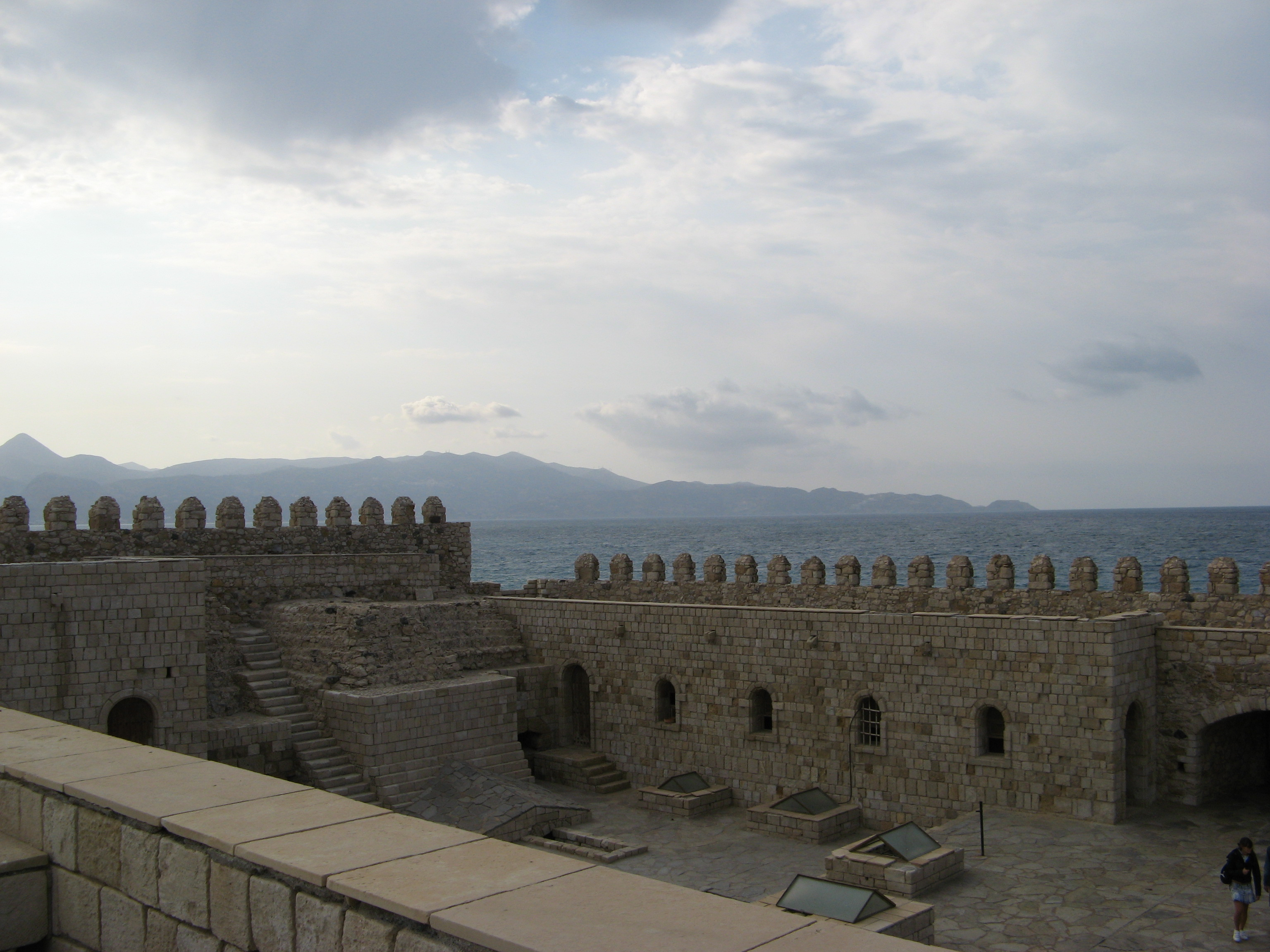
Vue du toit de la forteresse
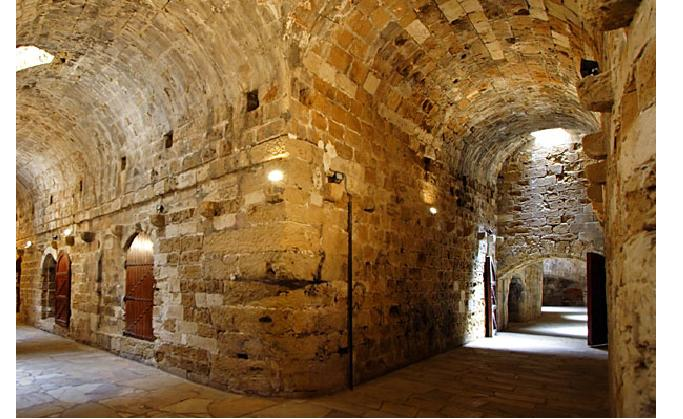
Deux couloirs perpendiculaires dans le Koules